# 派恩戴爾 (懷俄明州)
派恩戴爾（英語：Pinedale），是美国怀俄明州萨布莱特县（Sublette）下属的一座城市。该市的人口在2000年为1,412人，2010年有2,030，2011年则估计有2,009人。